# Ітікава-Місато

35°33′55″ пн. ш. 138°30′8″ сх. д. / 35.56528° пн. ш. 138.50222° сх. д.
Ітіка́ва-Міса́то (яп. 市川三郷町, いちかわみさとちょう, МФА: [it͡ɕi̥kawa mʲisato t͡ɕoː]) — містечко в Японії, у повіті Нісі-Яцусіро префектури Яманасі. Отримало статус містечка 1900 року. Традиційні ремесла — виробництво японського паперу та феєрверків. Станом на 1 квітня 2009 площа містечка становила 75,07 км². Станом на 1 липня 2011 населення містечка становило 16 874 осіб.